# Dos d'Âne (Guadeloupe)
Pour les articles homonymes, voir Dos d'âne.
Le Dos d'Âne (ou morne du Dos d'Âne) est un sommet situé sur l'île de Basse-Terre en Guadeloupe. S'élevant à 611 mètres d'altitude, il se trouve sur la limite des territoires des communes de Deshaies et Sainte-Rose. C'est sur cette montagne que s'est écrasé le 22 juin 1962 le Boeing 707 du vol 117 Air France, faisant 113 victimes.

## Géographie

### Situation
Le Dos d'Âne est situé dans le département et région d'outre-mer français de Guadeloupe, à la limite des territoires communaux de Deshaies et de Sainte-Rose. Son sommet s'élève dans la partie septentrionale de l'île de Basse-Terre. Le point culminant de l'île, la Soufrière est à une trentaine de kilomètres au sud-sud-est.

### Topographie
La montagne s'élève à 611 mètres d'altitude,. Par rapport au morne Mazeau (613 m), sommet plus élevé le plus proche, il présente une proéminence d'environ 150 mètres.

### Hydrographie
Situé au nord de l'île de Basse-Terre, c'est sur son flanc nord que se trouve la source de la rivière du Vieux-Fort, sur son flanc ouest celle de la rivière Ziotte et sur son flanc sud-ouest celle de la rivière Mitan.

### Géologie
Le Dos d'Âne est constitué de coulées de lave à labradorite datant du Miocène.

## Vol 117 Air France
Le 22 juin 1962, c'est sur les pentes occidentales du Dos d'Âne, au lieu-dit de Caféière de la commune de Deshaies, que s'écrase un Boeing 707 – assurant le vol 117 Air France en provenance de l'aéroport d'Orly et à destination de Santiago au Chili –, lors de son approche finale vers l'aéroport de Pointe-à-Pitre – Le Raizet. L'ensemble des 113 personnes présentes à son bord trouvent la mort, dont le député guyanais Justin Catayée et l'écrivain et militant Albert Béville.
Plusieurs stèles commémoratives ont été dressées au lieu de l'accident les 22 juin 1992 (stèle du Parti socialiste guyanais à la mémoire de Justin Catayée), 2002 (stèle officielle de la commune et de la région avec la liste de toutes les victimes) et 2012 (stèle pour le cinquantenaire à la mémoire d'Albert Béville).

## Ascension
Le sommet est accessible en randonnée pédestre soit par son arête sud, depuis le chemin reliant le bourg principal de Deshaies au hameau de La Coque sur la même commune en passant par le morne Mazeau, soit par son arête nord-ouest via le morne Bel-Air, depuis le chemin montant au monastère au-dessus du hameau de La Caféière, soit par son versant nord le long de la rivière du Vieux-Fort, depuis la route départementale 18.